# Sphenomorphus vanheurni
Sphenomorphus vanheurni este o specie de șopârle din genul Sphenomorphus, familia Scincidae, descrisă de Leo Daniël Brongersma în anul 1942. Conform Catalogue of Life specia Sphenomorphus vanheurni nu are subspecii cunoscute.